# パーティーから追放されたその治癒師、実は最強につき
『パーティーから追放されたその治癒師、実は最強につき』（パーティーからついほうされたそのちゆし、じつはさいきょうにつき）は、影茸による日本のライトノベル。『小説家になろう』にて2018年5月30日より連載され、『Mノベルス』（双葉社）にて2019年1月30日より書籍化刊行されている。イラストはカカオ・ランタンが担当している。2024年1月時点でシリーズ累計部数は100万部を突破している。
メディアミックスとして、コミカライズが『がうがうモンスター』（双葉社）にて2020年2月28日より連載されている。また、テレビアニメが2024年10月から12月まで放送された。

## 登場人物
ラウスト
声 - 小野賢章
本作の主人公である治癒師。迷宮孤児。治癒魔法のスキルが見つかったことにより治癒師育成機関に行くことになるが、「ヒール」しか使えないことで追放された。
迷宮都市マータット在住。
前パーティーでは迷宮孤児であることから一介の冒険者として扱われず、治癒師でありながら荷物持ちやモンスターに対する囮役として扱われていた。
幼少期のナルセーナを魔物から助けた時に彼女から「私が将来冒険者になってお兄さんを守ります」という励ましを受けたことでもう一度冒険者を目指すことを決意。
魔法は初級治癒の「ヒール」しか使えないことから他のパーティからも無能扱いされていたが、その欠落した才能を努力と研鑽により磨き上げた結果、治癒師でありながら前衛や罠の探知など様々な役職と同じ仕事をこなし、卓越した冒険者としての技術を獲得している。
一定以上の知能を持つ存在に対する「笑っているとヘイトを集めることができる技」を持っている。
瀕死になるとなぜか頭から一本角が生え、一時的に理性を失う代わりに凄まじい力を得る。
ナルセーナ
声 - 前田佳織里
本作のヒロインで、駆け出し冒険者の一人。武闘家。ラウストとは因縁があるとされている。
実はアナレストリアという名家の貴族。
幼少期に魔物に襲われ命の危険に晒されていたところを危機一髪で通りすがりのラウストに救われ、彼に憧れて冒険者を目指すことを決意し、修行をする。
ある日突然、髪の色が金髪から青に変わり、冒険者になることを反対していた両親は突然反対をやめた。それにより無事に冒険者に慣れたが、髪の色が変わったせいで再会した当初はラウストに自身のことを気づいてもらえなかった。
ラウストに対し、恋心を抱いているもよう。
髪の毛が突然青くなったのは伝説の「眠り姫」の伝承に則ったものであり、邪竜に食われることで10年邪竜を眠らせる、というものがある。だが作中では結局使用しないまま邪竜を倒した。
アーミア
声 - 立花日菜
「稲妻の剣」に所属する魔法使いの少女。無詠唱魔法を扱える。最近冒険者になったばかりの新人。
マルグルスがラウストの追放を言い出した際、自分が追放される恐怖からラウストを身代わりにし、のちに後悔している。
後にラウスト同様「稲妻の剣」から追放された。
はっきりと自分の意見が言えず、流されがちなところがあったが、少しずつ改善している。
ライラ
声 - 朝井彩加
ラウストが抜けた穴を埋めるため「稲妻の剣」に加入した治癒師の女性。ジークに告白するも失敗に終わっている。
ジーク
声 - 梅原裕一郎
王都のギルド本部直属の冒険者。仮面をつけてバレバレの変装をし、シークという偽名を使い「稲妻の剣」に戦士として雇われた。
ライラとは知り合いであり、変装を一発で見抜かれている。
実は王都ギルドから正式に迷宮都市冒険者の調査を命じられており、マルグルスの人身売買に関する発言をきっかけに「稲妻の剣」から一流冒険者の権利を剥奪した。
マルグルス
声 - 土岐隼一
パーティー「稲妻の剣」を率いている剣士の男性。横暴な性格で迷宮孤児であるラウストを見下し、ぞんざいな扱いをしている。
ヒュドラを倒すことを目的にしているが、戦力不足を理解しないまま突撃し負ける、といったことを繰り返している。
アーミアを追放する際人身売買を考えており、それがジークに聞かれた結果一流冒険者の権利を剥奪される。
サーベリア
声 - 橋本鞠衣
「稲妻の剣」に所属する女盗賊。
マルグルスの人身売買に加担しており、彼女も一流冒険者の権利を剥奪される。
アマースト
声 - 引坂理絵
冒険者ギルド、マータット支部の女性職員。
金にがめつく、金の話になると目の色が変わる。
ミストの死亡とハンザムの負傷により支部長に昇進。最初は渋っていたが、報酬金の額を聞くと手のひらを返し承諾した。
ミスト
声 - 岩崎ひろし
マータット支部長でエルフの男性。戦闘力はラルマやロナルドと同程度。遺失技術に長けている。ラルマの魔術の師匠でもある。
この世界のエルフは邪竜によってほぼ滅ぼされており、ミストは最後のエルフである。自身がエルフであることを隠すため、基本的に自分は表に出ずハンザムに指示を出している。
マータットを見捨てる方針をとった国に対してひそかに対抗し、治安やギルドの評判の悪化をあえて受け入れ、邪竜に対抗する術を用意している。
人質にされたハンザムごと攻撃するのを一瞬ためらったのが原因で、邪竜に体を乗っ取られる。しかし自意識が無くなったわけではなく、邪竜に内側から対抗して動きを鈍らせ、ラウストとナルセーナが自分ごと邪竜を倒すことで死亡する。
ハンザム
声 - 宮田俊哉
ミストの右腕としてマータット支部を仕切る切れ者。
迷宮孤児であり、かつてはラウストとともに囮役として粗雑な扱いを受けていた。
ラウストと別れた後はミストに拾われ、支部長の補佐としてミストの計画に加担する。
しかし邪竜に腹部を貫かれたまま人質にされ、ミストが乗っ取られる原因を作ってしまう。
その後負傷はある程度回復するが職務を満足に実行できる状態ではなく、アマーストを支部長に昇進させる。
ラルマ
声 - 田村ゆかり
〝炎神〟の異名を持つ超一流の魔術師にして、ラウストの師匠であり、アナレストリア家ともつながりがあることからナルセーナの事情を知る女性。
ロナウド
声 - 三木眞一郎
超一流の剣の使い手であり、ジークの師匠。
ラウストの一本角について事情を知っている模様だが、自分は関与せず王都のギルドに任せるつもりである。
モーゼラル
パーティー「災禍の狼」に所属する男。ナルセーナを無理やり勧誘しようとしてラウストの逆鱗に触れ、のされる。
メアリー
声 - ちふゆ
マータットの街で宿屋兼酒場を切り盛りしている女性。
シーラ
声 - 小坂井祐莉絵
メアリーの娘。母が切り盛りする宿屋兼酒場の手伝いをしている。

## 既刊一覧

### 小説
- 影茸（著）・カカオ・ランタン（イラスト）『パーティーから追放されたその治癒師、実は最強につき』双葉社〈Mノベルス〉、既刊5巻（2024年9月30日現在、5巻は電子書籍版のみ）
  1. 2019年1月30日発売[3]、ISBN 978-4-575-24148-8
  2. 2019年6月28日発売[8]、ISBN 978-4-575-24187-7
  3. 2020年1月30日発売[9]、ISBN 978-4-575-24246-1
  4. 2020年8月31日発売[10]、ISBN 978-4-575-24319-2
  5. 2024年9月30日配信[11]、ASIN B0D8HM3WKC

### 漫画
- 鳴海みわ（画）・影茸（原作）・カカオ・ランタン（キャラクター原案）『パーティーから追放されたその治癒師、実は最強につき』双葉社〈モンスターコミックス〉、既刊10巻（2025年4月30日現在）
  1. 2020年6月15日発売[12]、ISBN 978-4-575-41128-7
  2. 2020年12月15日発売[13]、ISBN 978-4-575-41185-0
  3. 2021年6月15日発売[14]、ISBN 978-4-575-41252-9
  4. 2021年12月15日発売[15]、ISBN 978-4-575-41335-9
  5. 2022年6月15日発売[16]、ISBN 978-4-575-41441-7
  6. 2022年12月28日発売[17]、ISBN 978-4-575-41559-9
  7. 2023年6月30日発売[18]、ISBN 978-4-575-41678-7
  8. 2023年12月28日発売[19]、ISBN 978-4-575-41793-7
  9. 2024年9月30日発売[20]、ISBN 978-4-575-41980-1
  10. 2025年4月30日発売[21]、ISBN 978-4-575-42114-9

## テレビアニメ
2024年1月にテレビアニメ化が発表され、同年10月から12月まで朝日放送テレビ・テレビ朝日系列の『ANiMAZiNG!!!』枠ほかにて放送された。

### スタッフ
- 原作 - 影茸[24]
- 漫画 - 鳴海みわ[24]
- キャラクター原案 - カカオ・ランタン[24]
- 監督 - 大西景介[24]
- シリーズ構成・脚本 - 砂山蔵澄[24]
- キャラクターデザイン - 水野友美子[24]
- モンスターデザイン - 菊地功一
- プロップデザイン - 小野晃
- 2Dワークス - 西村徹也
- 色彩設計 - 渡部勇輔
- 美術設定 - 佐南友理、中村嘉博
- 美術監督 - 合六弘
- 撮影監督 - 村上優作
- 編集 - 渡邉千波
- 音響監督 - 郷田ほづみ
- 音響効果 - 今野康之
- 音響制作 - プロセンスタジオ
- 音楽 - 谷ナオキ[24]、矢野達也[24]
- 音楽制作 - ポニーキャニオン、アップドリーム
- 音楽プロデューサー - 澤畠康二、山田公平
- チーフプロデューサー - 梅田和沙、柱山泰佐
- プロデューサー - 村上貴志、澤畠康二、石井正記、小澤文啓、今村浩一朗、大貫佑介、林雅之
- アニメーションプロデューサー - 釋迦郡卓
- アニメーション制作 - スタジオエル[24]
- 製作 - 「パーティーから追放されたその治癒師、実は最強につき」製作委員会

### 主題歌
「最強? 最高! Brave My Heart」
立花日菜によるオープニングテーマ。作詞は畑亜貴、作曲はクボナオキ、編曲はフクイチモトキとクボナオキ。
「Only」
Sizukによるエンディングテーマ。作詞は岩里祐穂、作曲は俊龍、編曲は藤永龍太郎。

### 各話リスト
| 話数   | サブタイトル                           | 絵コンテ     | 演出              | 作画監督 | 総作画監督                     | 初放送日       |
| ------ | -------------------------------------- | ------------ | ----------------- | --- | ------------------------------ | -------------- |
| 第1話  | その出会い、実は再会につき             | 大西景介     | 大西景介          | 國井実可子 丸山楓 山内玲奈 樋口純一 小野晃 櫻井拓郎 | 水野友美子                     | 2024年 10月6日 |
| 第2話  | その追放、実は新たなる旅立ちにつき     | 大西景介     | 森田侑希          | 古池敏也 高橋紀子 白石悟 飯飼一幸 | 山内玲奈 國井実可子            | 10月13日       |
| 第3話  | その魔法使い、実は心優しきひとにつき   | 髙野紺       | 江上雅之          | 坂巻貞彦 | 水野友美子 國井実可子 山内玲奈 | 10月20日       |
| 第4話  | その救援、実は決別のためにつき         | 黒田晃一郎   | 黒田晃一郎        | 國井実可子 樋口純一 興村忠美 浜田勝 小野晃 山内玲奈 水野友美子 YUKI 陳亮 李良鵬                                                                               | 水野友美子 國井実可子 山内玲奈 | 10月27日       |
| 第5話  | そのおせっかい、実は不安の種につき     | 森義博       | 森義博            | 山内則康 鈴木捺世 | 水野友美子 國井実可子 山内玲奈 | 11月3日        |
| 第6話  | そのクエスト、実は再起の糸口につき     | どじゃがげん | 日下直義          | 水野友美子 陳亮 樋口純一 王猛 丸山楓 関鵬 菊地功一 過淑齢 櫻井拓郎 徐闖 叶宇静 陳洁琼                                                                         | 水野友美子 國井実可子 山内玲奈 | 11月10日       |
| 第7話  | そのすれ違い、実は巡り逢いにつき       | Royden 島津  | 江上雅之          | 坂巻貞彦 | 水野友美子 國井実可子 山内玲奈 | 11月17日       |
| 第8話  | その男、実は昔なじみにつき             | 髙野紺       | 森田侑希          | 五十嵐俊介 高橋紀子 兼子秀敬 フォーカス Kプロ | 水野友美子 國井実可子 山内玲奈 | 11月24日       |
| 第9話  | その師匠、実は弟子につき               | 黒田晃一郎   | 黒田晃一郎        | 興村忠美 山内則康 関鵬 李慶 | 水野友美子 國井実可子 山内玲奈 | 12月1日        |
| 第10話 | その魔術師、実は食わせ者につき         | 森義博       | 森義博            | 山内則康 鈴木捺世 | 水野友美子 國井実可子 山内玲奈 | 12月8日        |
| 第11話 | その暴走、実は破壊のはじまりにつき     | 大畑晃一     | 粟井重紀          | 高橋こう平 約拿単 星野園 | 水野友美子 國井実可子 山内玲奈 | 12月15日       |
| 第12話 | その結末、実は新たな旅のはじまりにつき | 大西景介     | 大西景介 江上雅之 | 丸山楓 樋口純一 浜田勝 小野晃 坂巻貞彦 魏旭龍 叶宇静 無錫旭陽動画制作有限公司 リバイバル 無錫亮度塗鴉文化傳媒有限公司 上海KADU文化伝播有限会社 ワン・オーダー | 水野友美子 國井実可子 山内玲奈 | 12月22日       |

### 放送局
| 放送期間                  | 放送時間                     | 放送局                                              | 対象地域・備考                       |
| ------------------------- | ---------------------------- | --------------------------------------------------- | ------------------------------------ |
| 2024年10月6日 - 12月22日  | 日曜 2:00 - 2:30（土曜深夜） | 朝日放送テレビ（幹事局）および テレビ朝日系列全24局 | 日本国内 『ANiMAZiNG!!!』枠          |
| 2024年10月7日 - 12月23日  | 月曜 23:30 - 火曜 0:00       | AT-X                                                | CS放送 / 字幕放送 / リピート放送あり |
| 2024年10月11日 - 12月27日 | 金曜 2:00 - 2:30（木曜深夜） | BS12 トゥエルビ                                     | BS放送 / 『アニメ26』枠              |

| 配信開始日    | 配信時間               | 配信サイト |
| ------------- | ---------------------- | --- |
| 2024年10月6日 | 日曜 2:00 以降順次更新 | ABEMA |
|               | 日曜 2:30 以降順次更新 | dアニメストア Prime Video バンダイチャンネル Hulu DMM TV ニコニコチャンネル カンテレドーガ music.jp ビデオマーケット FOD Lemino HAPPY!動画 |

### BD
| 巻 | 発売日         | 収録話         | 規格品番  |
| -- | -------------- | -------------- | --------- |
| 1  | 2024年12月27日 | 第1話 - 第4話  | GNXA-2561 |
| 2  | 2025年1月31日  | 第5話 - 第8話  | GNXA-2562 |
| 3  | 2025年2月28日  | 第9話 - 第12話 | GNXA-2563 |

| 朝日放送テレビ・テレビ朝日系列 ANiMAZiNG!!!    | 朝日放送テレビ・テレビ朝日系列 ANiMAZiNG!!!        | 朝日放送テレビ・テレビ朝日系列 ANiMAZiNG!!! |
| 前番組                                         | 番組名                                             | 次番組                                      |
| ---------------------------------------------- | -------------------------------------------------- | ------------------------------------------- |
| いわかける! - Sport Climbing Girls - - ※再放送 | パーティーから追放されたその治癒師、実は最強につき | 魔法つかいプリキュア!!〜MIRAI DAYS〜        |

### 特番
- 2024年11月22日、ハンザム役宮田俊哉のニコニコ生放送 キスマイ宮田のニコ生やったってitʼs Alright! #31 「その治癒師」特集が放送されラウスト役小野賢章とアーミア役立花日菜がゲスト出演した。[32]
- 2024年11月30日、ABEMAにて特別番組『アニメ「その治癒師」今日も元気にナルセーナTV 〜ABEMAも見てくだセーナ！〜』が放送され、ラウスト役小野賢章とアーミア役立花日菜生が生出演しナルセーナ役前田佳織里がVTR出演した。[33]